# 레고 무비 (시리즈)

영어 로고

레고 무비는 워너 브라더스가 배급하고 워너 브라더스 애니메이션이 제작한 애니메이션 미디어 프랜차이즈이다.

## 영화
- 레고 무비
- 레고 배트맨 무비
- 레고 닌자고 무비
- 레고 무비 2

## 비디오 게임
- 레고 무비
- 레고 디멘션즈
- 레고 닌자고 무비
- 레고 무비 2